# Ronde van Frankrijk 2004/Startlijst
Dit artikel beschrijft de startlijst van de Ronde van Frankrijk 2004. In totaal stonden er 180 renners aan de start, verdeeld over 20 ploegen.

## Overzicht

### US Postal Service - Berry Floor
(Posterijen, Verenigde Staten, ploegleider Johan Bruyneel (België))
1 - Lance Armstrong (Verenigde Staten)
2 - José Azevedo (Portugal)
3 - Manuel Beltrán (Spanje)
4 - Vjatsjeslav Jekimov (Rusland)
5 - George Hincapie (Verenigde Staten)
6 - Floyd Landis (Verenigde Staten)
7 - Benjamín Noval (Spanje)
8 - Pavel Padrnos (Tsjechië)
9 - José Luis Rubiera (Spanje)

### T-Mobile Team
(Communicatiebedrijf, Duitsland, ploegleider Mario Kummer (Duitsland))
11 - Jan Ullrich (Duitsland)
12 - Rolf Aldag (Duitsland)
13 - Santiago Botero (Colombia)
14 - Giuseppe Guerini (Italië)
15 - Sergej Ivanov (Rusland)
16 - Matthias Kessler (Duitsland)
17 - Andreas Klöden (Duitsland)
18 - Daniele Nardello (Italië)
19 - Erik Zabel (Duitsland)

### Phonak Hearing Systems
(Hoorsystemen, Zwitserland, ploegleider Jacques Michaud (Frankrijk))
21 - Tyler Hamilton (Verenigde Staten)
22 - Martin Elmiger (Zwitserland)
23 - Santos González (Spanje)
24 - Bert Grabsch (Duitsland)
25 - José Enrique Gutiérrez (Spanje)
26 - Nicolas Jalabert (Frankrijk)
27 - Óscar Pereiro (Spanje)
28 - Santiago Pérez (Spanje)
29 - Óscar Sevilla (Spanje)

### Euskaltel - Euskadi
(Promotie van het Baskenland, Spanje, ploegleider Julián Gorospe (Spanje))
31 - Iban Mayo (Spanje)
32 - Iker Camaño (Spanje)
33 - David Etxebarría (Spanje)
34 - Unai Etxebarría (Venezuela)
35 - Iker Flores (Spanje)
36 - Iñigo Landaluze (Spanje)
37 - Egoi Martínez (Spanje)
38 - Haimar Zubeldia (Spanje)

### Fassa Bortolo
(Bouwmaterialen, Italië, ploegleider Stefana Zanatta (Italië))
41 - Alessandro Petacchi (Italië)
42 - Marzio Bruseghin (Italië)
43 - Fabian Cancellara (Zwitserland)
44 - Juan Antonio Flecha (Spanje)
45 - Aitor González Jiménez (Spanje)
46 - Kim Kirchen (Luxemburg)
47 - Filippo Pozzato (Italië)
48 - Matteo Tosatto (Italië)
49 - Marco Velo (Italië)

### Crédit Agricole
(Landbouwdienstverlening, Frankrijk, ploegleider Roger Legeay (Frankrijk))
51 - Christophe Moreau (Frankrijk)
52 - Aleksandr Botsjarov (Rusland)
53 - Julian Dean (Nieuw-Zeeland)
54 - Pierrick Fédrigo (Frankrijk)
55 - Patrice Halgand (Frankrijk)
56 - Sébastien Hinault (Frankrijk)
57 - Thor Hushovd (Noorwegen)
58 - Sébastien Joly (Frankrijk)
59 - Benoît Salmon (Frankrijk)

### Team CSC
(IT, Denemarken, ploegleider Bjarne Riis (Denemarken))
61 - Ivan Basso (Italië)
62 - Kurt-Asle Arvesen (Noorwegen)
63 - Michele Bartoli (Italië)
64 - Bobby Julich (Verenigde Staten)
65 - Andrea Peron (Italië)
66 - Jakob Piil (Denemarken)
67 - Carlos Sastre (Spanje)
68 - Nicki Sørensen (Denemarken)
69 - Jens Voigt (Duitsland)

### Illes Balears - Banesto
(Promotie van de Balearen, Spanje, ploegleider Eusebio Unzué (Spanje))
71 - Francisco Mancebo (Spanje)
72 - Daniel Becke (Duitsland)
73 - José Vicente García Acosta (Spanje)
74 - José Iván Gutiérrez (Spanje)
75 - Vladimir Karpets (Rusland)
76 - Denis Mensjov (Rusland)
77 - Aitor Osa (Spanje)
78 - Mikel Pradera Rodriguez (Spanje)
79 - Xabier Zandio (Spanje)

### Team Gerolsteiner
(Bronwater, Duitsland, ploegleider Hans-Michael Holczer (Duitsland))
81 - Georg Totschnig (Oostenrijk)
82 - René Haselbacher (Oostenrijk)
83 - Danilo Hondo (Duitsland)
84 - Sebastian Lang (Duitsland)
85 - Sven Montgomery (Zwitserland)
86 - Uwe Peschel (Duitsland)
87 - Ronny Scholz (Duitsland)
88 - Fabian Wegmann (Duitsland)
89 - Peter Wrolich (Oostenrijk)

### Cofidis, Le Crédit par Téléphone
(Telefonische kredietverlening, Frankrijk, ploegleider Francis van Londersele (Frankrijk))
91 - Stuart O'Grady (Australië)
92 - Frédéric Bessy (Frankrijk)
93 - Jimmy Casper (Frankrijk)
94 - Christophe Edaleine (Frankrijk)
95 - Jimmy Engoulvent (Frankrijk)
96 - Dmitri Fofonov (Kazachstan)
97 - David Moncoutié (Frankrijk)
98 - Janek Tombak (Estland)
99 - Peter Farazijn (België)

### Quick·Step - Davitamon
(Interieur en lifestyle, België, ploegleider Wilfried Peeters (België))
101 - Richard Virenque (Frankrijk)
102 - Paolo Bettini (Italië)
103 - Tom Boonen (België)
104 - Davide Bramati (Italië)
105 - Laurent Dufaux (Zwitserland)
106 - Servais Knaven (Nederland)
107 - Juan Miguel Mercado (Spanje)
108 - Michael Rogers (Australië)
109 - Stefano Zanini (Italië)

### Liberty Seguros España
(Verzekeringen, Spanje, ploegleider Manolo Saiz (Spanje))
111 - Roberto Heras (Spanje)
112 - Dariusz Baranowski (Polen)
113 - Allan Davis (Australië)
114 - Igor González de Galdeano (Spanje)
115 - Jan Hruška (Tsjechië)
116 - Isidro Nozal (Spanje)
117 - Marcos Serrano (Spanje)
118 - Christian Vande Velde (Verenigde Staten)
119 - Ángel Vicioso (Spanje)

### Brioches La Boulangère
(Bakkersproducten, Frankrijk, ploegleider Thierry Bricaud (Frankrijk))
121 - Sylvain Chavanel (Frankrijk)
122 - Walter Bénéteau (Frankrijk)
123 - Anthony Charteau (Frankrijk)
124 - Maryan Hary (Frankrijk)
125 - Laurent Lefèvre (Frankrijk)
126 - Jérôme Pineau (Frankrijk)
127 - Franck Renier (Frankrijk)
128 - Didier Rous (Frankrijk)
129 - Thomas Voeckler (Frankrijk)

### Alessio - Bianchi
(Wielen, Italië, ploegleider Bruno Cenghialta (Italië))
131 - Magnus Bäckstedt (Zweden)
132 - Fabio Baldato (Italië)
133 - Alessandro Bertolini (Italië)
134 - Pietro Caucchioli (Italië)
135 - Martin Hvastija (Slovenië)
136 - Marcus Ljungqvist (Zweden)
137 - Claus Michael Møller (Denemarken)
138 - Andrea Noè (Italië)
139 - Scott Sunderland (Australië)

### AG2R Prévoyance
(Verzekeringen, Frankrijk, ploegleider Vincent Lavenu (Frankrijk))
141 - Laurent Brochard (Frankrijk)
142 - Mikel Astarloza (Spanje)
143 - Samuel Dumoulin (Frankrijk)
144 - Stéphane Goubert (Frankrijk)
145 - Jaan Kirsipuu (Estland)
146 - Joeri Krivtsov (Oekraïne)
147 - Jean-Patrick Nazon (Frankrijk)
148 - Nicolas Portal (Frankrijk)
149 - Mark Scanlon (Ierland)

### Rabobank
(Bank, Nederland, ploegleider Erik Breukink (Nederland))
151 - Levi Leipheimer (Verenigde Staten)
152 - Michael Boogerd (Nederland)
153 - Bram de Groot (Nederland)
154 - Erik Dekker (Nederland)
155 - Karsten Kroon (Nederland)
156 - Marc Lotz (Nederland)
157 - Grischa Niermann (Duitsland)
158 - Michael Rasmussen (Denemarken)
159 - Marc Wauters (België)

### FDJeux.com
(Gokfirma, Frankrijk, ploegleider Marc Madiot (Frankrijk))
161 - Bradley McGee (Australië)
162 - Sandy Casar (Frankrijk)
163 - Baden Cooke (Australië)
164 - Carlos Da Cruz (Frankrijk)
165 - Bernhard Eisel (Oostenrijk)
166 - Frédéric Guesdon (Frankrijk)
167 - Christophe Mengin (Frankrijk)
168 - Jean-Cyril Robin (Frankrijk)
169 - Matthew Wilson (Australië)

### Team Saeco
(Koffiezetapparaten, Italië, ploegleider Guido Bontempi (Italië))
171 - Gilberto Simoni (Italië)
172 - Stefano Casagranda (Italië)
173 - Mirko Celestino (Italië)
174 - Salvatore Commesso (Italië)
175 - Gerrit Glomser (Oostenrijk)
176 - David Loosli (Zwitserland)
177 - Jörg Ludewig (Duitsland)
178 - Evgeni Petrov (Rusland)
179 - Marius Sabaliauskas (Litouwen)

### Lotto - Domo
(Nationale loterij / vloerbedekkingen, België, ploegleider Hendrik Redant (België))
181 - Robbie McEwen (Australië)
182 - Christophe Brandt (België)
183 - Nick Gates (Australië)
184 - Thierry Marichal (België)
185 - Axel Merckx (België)
186 - Koos Moerenhout (Nederland)
187 - Wim Vansevenant (België)
188 - Rik Verbrugghe (België)
189 - Aart Vierhouten (Nederland)

### Domina Vacanze - Elitron - RDZ
(Reisorganisatie, Italië, ploegleider Giuseppe Petito (Italië))
191 - Mario Cipollini (Italië)
192 - Gian Matteo Fagnini (Italië)
193 - Massimo Giunti (Italië)
194 - Sergio Marinangeli (Italië)
195 - Massimiliano Mori (Italië)
196 - Michele Scarponi (Italië)
197 - Francesco Secchiari (Italië)
198 - Filippo Simeoni (Italië)
199 - Paolo Valoti (Italië)

### R.A.G.T. Semences - MG Rover
(Landbouwservice, Frankrijk, ploegleider Jean-Luc Jonrond (Frankrijk))
201 - Christophe Rinero (Frankrijk)
202 - Guillaume Auger (Frankrijk)
203 - Pierre Bourquenoud (Zwitserland)
204 - Gilles Bouvard (Frankrijk)
205 - Sylvain Calzati (Frankrijk)
206 - Frédéric Finot (Frankrijk)
207 - Christophe Laurent (Frankrijk)
208 - Ludovic Martin (Frankrijk)
209 - Eddy Seigneur (Frankrijk)
Proloog ·
1e etappe ·
2e etappe ·
3e etappe ·
4e etappe ·
5e etappe ·
6e etappe ·
7e etappe ·
8e etappe ·
9e etappe ·
10e etappe ·
11e etappe ·
12e etappe ·
13e etappe ·
14e etappe ·
15e etappe ·
16e etappe ·
17e etappe ·
18e etappe ·
19e etappe ·
20e etappe
Startlijst · Eindstanden · Afbeeldingen